# Château de Fotheringhay
Le château de Fotheringhay ou de Fotheringay était un château situé à Fotheringhay, dans le Northamptonshire, en Angleterre.

## Histoire
La motte castrale est probablement édifiée vers 1100 par le comte de Huntingdon Simon de Senlis. Après sa mort, sa femme Maud épouse le prince David d'Écosse, et le château se transmet parmi ses descendants jusqu'à la rébellion de David de Huntingdon contre Jean sans Terre, après quoi il est attribué au comte de Pembroke Guillaume le Maréchal, qui le conserve jusqu'en 1219.
Le château reste en possession des rois d'Angleterre jusqu'à ce qu'Édouard II l'accorde au comte de Richmond Jean de Bretagne. En 1377, après la mort de la dernière héritière de Jean de Bretagne, Édouard III attribue Fotheringhay à son fils Edmond de Langley. Le château devient la principale résidence des ducs d'York et le lieu de naissance de 4 des 13 enfants de Richard Plantagenêt et de Cécile Neville dont leur troisième fils, le futur Richard III en 1452.
La reine Marie Stuart passe les derniers jours de sa vie à Fotheringhay, où elle est exécutée le 8 février 1587. Le château tombe en ruine au XVIIe siècle et finit par être entièrement détruit.